# Joseph Boakye Danquah
Joseph Kwame Kyeretwie Boakye Danquah (Bepong, 18 dicembre 1895 – Nsawam, 4 febbraio 1965) è stato un politico, attivista, storico e statista ghanese.
Fu uno dei principali nazionalisti ghanesi e oppositori politici del dittatore Kwame Nkrumah.

## Biografia
Nacque in una nobile famiglia ghanese, e grazie alla posizione sociale prominente poté formarsi in legge e cominciare ad esercitare come avvocato ad Accra e poi come rappresentante delle autorità britanniche. Poté quindi studiare in Europa, formandosi all'università di Londra e all'Inner Temple. Rientrato in Africa, divenne uno dei capi dei movimenti indipendentisti panafricani, dirigendo il quotidiano Times of West Africa. L'attivismo indipendentista gli inimicò i britannici, con cui fino a quel momento era rimasto in buoni rapporti, e cominciò ad essere controllato dai servizi di sicurezza. A differenza di altri autonomisti tendenti al comunismo e al rivoluzionarismo come Kwame Nkrumah, Danquah aveva tendenze moderate e puntava al graduale raggiungimento dell'indipendenza africana dal dominio coloniale europeo.
Nel 1934 si recò nuovamente nel Regno Unito come capo di una delegazione di protesta contro nuovi provvedimenti sulla tassazione della Costa d'Oro, ma in seguito lo scopo del suo viaggio cambiò; si trattenne infatti come ricercatore presso il British Museum, compiendo ricerche storiche sul popolo akan e tentando di collegarlo agli antichi abitanti dell'Africa Occidentale che fondarono l'impero del Ghana, fiorente durante il medioevo. Le sue ricerche, sebbene non supportate da forti basi storiche, furono fondamentali per l'indipendentismo africano occidentale, tanto che all'indipendenza della Costa d'Oro nel 1957 la colonia venne proprio ribattezzata come "Ghana" in omaggio all'antico impero e alle sue ricerche.
Negli anni 1940 si occupò di coalizzare le molte tribù della Costa d'Oro contro il dominio britannico, redigendo anche una bozza di costituzione che venne accettata dalle autorità coloniali. Spinse inoltre fortemente per la costruzione della diga di Akosombo, che avrebbe portato alla formazione del lago Volta, il più grande bacino d'acqua artificiale del mondo. Vista la riluttanza inglese ad allentare il giogo sulla colonia, durante i disordini di Accra del 1948 lui e gli altri indipendentisti tentarono di prendere il controllo della capitale, ma l'ordine venne presto ristabilito e i capi ribelli brevemente incarcerati.
Poco dopo avvenne la rottura tra Danquah e Nkrumah, fino ad allora collaboratori, poiché il secondo accusava il primo di essere colluso coi britannici e troppo moderato. Danquah fu uno dei padri dell'indipendenza del Ghana nel 1957, ma si oppose fin da subito al dominio autoritario di Nkrumah, divenuto dittatore del paese. L'opposizione democratica si coalizzò subito attorno alla figura di Danquah, e il dittatore lo fece infine arrestare nel 1961 e poi nuovamente ne 1964. Danquah, ormai anziano, non sopravvisse alla durezza della seconda prigionia e morì in carcere dopo alcuni mesi. Il trattamento crudele che Nkrumah aveva riservato al rivale politico, provocandone la morte, fu una delle cause della sua caduta dal potere appena un anno più tardi.